# Terra Nostra (Montcada i Reixac)
Terra Nostra, també anomenat Santa Maria de Montcada és un barri situat a ponent del Turó de Montcada, entre la riera de Sant Cugat i el barri de Fontpudenta. L'any 2020 tenia 2.044 habitants. Va néixer a la primera meitat del segle XX com a barri d'estiueig i durant la segona meitat de segle va créixer de manera espectacular arran
del creixement industrial moment en el qual adquirí un caràcter més humil. El barri prengué el nom de l'antiga capella del castell de Montcada dedicada a Santa Maria.
Des de fa més de 80 anys se celebra la festa d'interès local "el Fanalet" a l'estació de Montcada i Reixac-Santa Maria. Aquesta tradició es remunta quan encara no existia l'actual estació de tren de Santa Maria. En aquella època els passatgers que volien baixar havien de demanar al maquinista que reduís la marxa per saltar del vagó, i quan era de nit els familiars els esperaven amb un fanalet. Als anys quaranta es va fer l'abaixador i els veïns van decidir recordar aquesta pràctica una nit de setembre a l'any quan, coincidint amb la Festa Major del barri, acudeixen a l'estació a donar la benvinguda al tren amb fanalets.
En aquest barri també s'hi troba la masia de Can Sans, edifici catalogat a l'Inventari del Patrimoni Arquitectònic de Catalunya. Actualment és la seu de l'Associació de Veïns de Santa Maria de Montcada. Un altre monument destacat del barri és l'actual església de Santa Maria, situada a la part alta del barri. També està catalogada, fou construïda als anys 40 del segle XX i és d'estil neoromànic.
Algunes entitats que tenen seu al barri són Adimir i Agrupació sardanista Terra Nostra, entre d'altres.